# Chyna
Chyna Laurer (nacida Joan Marie Laurer; Rochester, Nueva York, 27 de diciembre de 1969-Redondo Beach, California, 17 de abril de 2016) fue una luchadora profesional, actriz pornográfica y modelo fisicoculturista estadounidense. Chyna fue conocida por su carrera en la empresa World Wrestling Federation (hoy WWE) de 1997 a 2001, misma que en 2019 a casi tres años de su muerte, fue ingresada de manera póstuma en el Salón de la Fama de la clase de ese mismo año junto a los integrantes originales de D-Generation X siendo la primera mujer en ser inducida mientras formaba parte de un grupo.
Entre sus logros destaca un reinado como Campeona Femenina de la WWE, dos reinados como Campeona Intercontinental de la WWE, siendo la primera y única mujer en ostentar dicho título. Fue la primera mujer en participar en un Royal Rumble masculino en la historia de dicho evento, seguida de Beth Phoenix, Kharma y Nia Jax, además de ser la primera y única mujer hasta ahora que ha participado en un King of the Ring.  Es considerada la luchadora más importante en la historia de la WWE debido a sus logros que sirvieron como parteaguas para las siguientes generaciones de luchadoras.
Chyna fue una de las mujeres que tuvo mayor influencia en la lucha libre, especialmente por su estilo de lucha; ya que el mayor tiempo que estuvo en la WWE sus combates fueron contra hombres, eso causó mayor impacto entre los fanáticos ya que era la única luchadora con el porte, fuerza y tamaño para enfrentarlos, llegando a convertirse en la contendiente No.1 por el campeonato mundial de la WWE.
Chyna además de su paso por la WWF, tuvo una aparición breve en TNA y en NJPW

## Infancia
Joan Marie Laurer nació el 27 de diciembre de 1969 en Rochester, Nueva York. Tenía dos hermanos mayores: Janet y Sonny. Sus padres, Joe y Janet Laurer, se divorciaron cuando ella tenía aproximadamente cuatro años; Laurer tuvo tres diferentes padrastros y una madrastra. Según Laurer, su primer padrastro amenazó con suicidarse y su padre biológico una vez apuñaló accidentalmente a su madre en el muslo con un cuchillo para pan. En su hogar había problemas de alcoholismo. Entre 1973 a 1983, Joanie Laurer, sus hermanos y su madre se mudaron varias veces.
Cuando era niña, Laurer aprendió a tocar tanto el violín como el violonchelo. En el séptimo grado, Laurer fue abusada sexualmente por un profesor mucho mayor, que trabajaba en su escuela. A los trece años, mientras asistía a la Escuela Secundaria Penfield, Laurer comenzó a vomitar después de las comidas. Se fue de casa a los dieciséis años después de que su madre tratara de obligarla a ir a un centro de rehabilitación de drogas, en lugar de irse a vivir con su padre biológico. Ese mismo año comenzó a trabajar fuera. Debido a que sus músculos abdominales eran muy fuertes, no sintió los dolores que debería producirle un tumor en los ovarios. Terminó su último año escolar en un instituto de España. Asistió a la Universidad de Tampa, donde se graduó en 1992 en Literatura Española y también estudió francés y alemán, pudiendo hablar cualquiera de estos idiomas. Durante la universidad, fue violada por dos hombres después de emborracharse en una fiesta. Fue miembro del ROTC y se desempeñó como asesora en las residencias estudiantiles de su universidad. Inicialmente quería utilizar su conocimiento en lenguas extranjeras para trabajar para la Oficina Federal de Investigaciones o Drug Enforcement Administration. Posteriormente se unió al Cuerpo de Paz y fue asignada a Guatemala.
Después regresó del extranjero, y desempeñó oficios como camarera en un club de estriptis, cantante en una banda y trabajadora en una línea de chat. A sus 20 años, mientras vivía en los Cayos de Florida, Laurer tomó una clase de seis semanas como asistente de vuelo. En el camino hacia su primer vuelo, sufrió un accidente de auto y pasó cuatro días en el hospital. Se fracturó el tobillo, la nariz y se lesionó la espalda; además sufrió algunas laceraciones faciales. Después de recuperarse del accidente, su hermana Kathy la ayudó a conseguir un trabajo vendiendo beepers y ambas trabajaron como bailarinas del vientre.
Después de la universidad, Laurer comenzó a participar regularmente en competiciones de fitness. En 1996, compitió a nivel regional por la ciudad de Nueva York en la competición Fitness América. Debido a su gran tamaño, comparada con otras mujeres, terminó en último lugar.

## Carrera

### Inicios
Joanie Laurer comenzó su entrenamiento y formación como púgil en la escuela de lucha libre de Killer Kowalski en Malden, Massachusetts. Su primer combate fue en 1995, contra un luchador masculino vestido de mujer. Mientras asistía a la escuela, ella trabajó para varias empresas independientes de lucha libre como Joanie Lee. Algunas de sus primeras luchas fueron planeadas por The Fabulous Moolah.
Laurer se reunió en la World Wrestling Federation (WWF), con superestrellas como Paul Levesque y Michael Hickenbottom, después de un espectáculo en 1996. Después de ver las cintas de sus combates, decidieron llevarla a la WWF como guardaespaldas. Vince McMahon, el dueño de la WWF, inicialmente se oponía a que Joanie se uniera a la compañía porque no creía que la audiencia creyera que una mujer fuera capaz de vencer a los luchadores (hombres). A la espera de una decisión por parte de la WWF, Laurer fue abordada por la World Championship Wrestling (WCW), la cual le propuso ser el único miembro femenino dentro del New World Order (NWO). Al principio aceptó el ofrecimiento, pero después lo rechazó cuando Shane McMahon, el hijo de Vince McMahon, le informó que estaba a punto de ser contratada por la WWF. Kowalski, su exentrenador, sostuvo que fue él, quien consiguió la contratación de Laurer en la WWF tras presentarla a McMahon y mencionarle el interés manifestado por la WCW hacia su ex pupila.

### World Wrestling Federation (1997-2001)

#### D-Generation X (1997-1998)

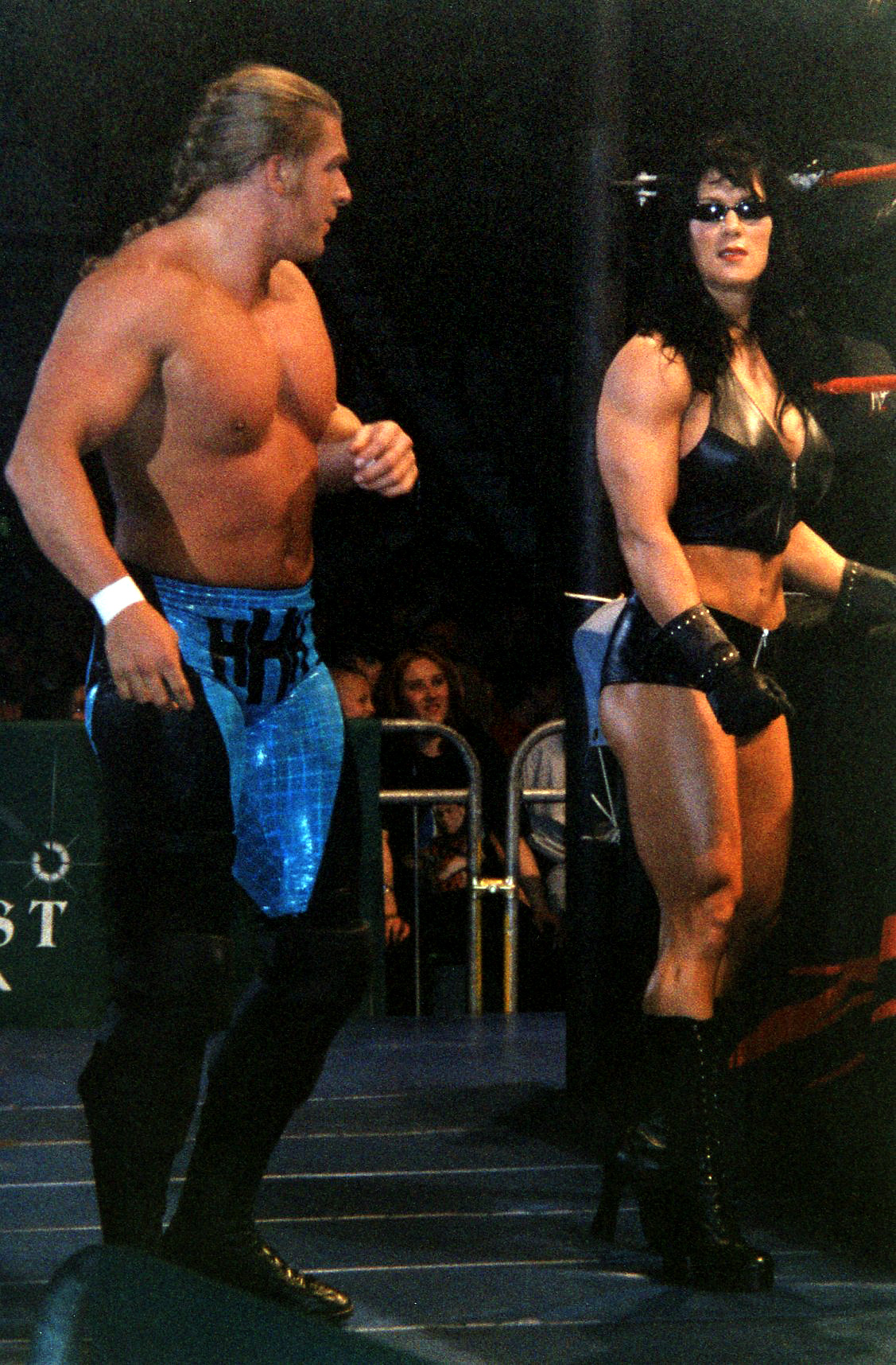
Chyna junto a Triple H.

Vince McMahon más tarde cambió de opinión al contratar a Laurer, y ella hizo su debut en la WWF el 16 de febrero de 1997 en el show de In Your House 13: Final Four; su personaje surgió como si fuera una planta en uno de los asientos de la primera fila, mientras ella asfixiaba a Marlena, Goldust estaba sobre el ring con Triple H. Su función original en la empresa era ser el brazo ejecutor y guardaespaldas de Triple H, más tarde realizaría las mismas funciones dentro del stable D-Generation X (en el cual se incluyó también a Sean "X-Pac" Waltman). Frecuentemente ayudaba a Triple H (en ese entonces, un villano y luchador rudo con una carrera prometedora) a ganar sus combates al interferir en las luchas y dar un golpe en la parte baja de la ingle de sus rivales, ganando de esta forma con trampas los combates. Más tarde fue presentada como "Chyna", su nombre surgió como el resultado de un juego de palabras; la porcelana fina (fine china) es delicada y frágil, contrastando fuertemente con su personaje (de mujer fuerte y ruda). Sin embargo, fuera de la pantalla, los luchadores masculinos se mostraron al principio vacilantes en permitir que se mostrará en la pantalla a una mujer con más fuerza que ellos. En enero de 1999, Chyna fue la trigésima participante en el Royal Rumble, convirtiéndose en la primera mujer en participar en este tipo de lucha. Un día después del Royal Rumble, Chyna paso a convertirse en villana al traicionar a Triple H y aliarse con sus enemigos Vince McMahon y Kane. Laurer hizo equipo con Kane en el pago por evento Masacre en San Valentín, enfrentándose a sus antiguos aliados X-Pac y Triple H. En WrestleMania XV, Chyna se volvió contra Kane al ayudar a Triple H a ganar el combate, pareciendo reunirse nuevamente con DX. Sin embargo, esa misma noche Chyna y Triple H se volvieron en contra de DX cuando ayudaron a Shane McMahon a derrotar a su compañero de equipo X-Pac. De esta forma, el dúo pasó a formar parte de las filas de The Corporation y posteriormente a The Corporate Ministry un stable dirigido por Shane McMahon. Tras la disolución de The Corporate Ministry, Chyna se mantuvo al lado de Triple H.

#### Campeona Intercontinental y alianza con Eddie Guerrero (1999-2000)
En junio de 1999, Chyna fue la primera mujer en calificar para el torneo King of the Ring. También fue la primera mujer en luchar contra el número uno por el Campeonato de la WWF, pero terminó por ceder su lugar a Mick Foley antes del SummerSlam de agosto . Ese mismo año, durante su larga disputa contra Jeff Jarrett, Laurer se convirtió de nuevo en la favorita de los fanáticos. En Unforgiven, tuvo un combate por el Campeonato Intercontinental contra Jarrett, en el cual perdió. El 17 de octubre, derrotó a Jarrett por el título en No Mercy, en el que sería el último combate de Jeff dentro de la WWF; de esta forma Chyna paso a convertirse en la primera y única mujer en ganar el Campeonato Intercontinental. También obtuvo los servicios de su valet, Miss Kitty. Laurer afirma que Jarrett exigió (y recibió) $ 300.000 de Vince McMahon para perder el título limpiamente ante una mujer. Su contrato había expirado el 16 de octubre, y por lo tanto Jarrett no estaba obligado por el contrato para aparecer en el pago por evento No Mercy. Si no hubiera aparecido, le hubieran llovido críticas a la WWF por falsa publicidad, y se habría roto la sucesión de los títulos. En ese entonces Chyna luchó contra Chris Jericho por el cinturón, derrotándolo en Survivor Series, pero perdió su título ante él en Armageddon. Los dos se enfrentaron de nuevo en un combate el 28 de diciembre en SmackDown, el cual tuvo un final polémico, al acabar ambos luchadores acostados uno sobre el otro. Como resultado, la figura de autoridad en ese momento representada por Stephanie McMahon tomó la decisión de declarlos co-campeones. En el Royal Rumble, Jericho y Chyna defendieron su título contra Hardcore Holly en una triple amenaza, combate utilizado para definir quien sería el campeón Intercontinental, el cual ganó Jericho. Posteriormente, Laurer se unió brevemente a Jericho en varias ocasiones. Más tarde formó un "Stable" con Eddie Guerrero, teniendo un romance en pantalla (kayfabe). Ese mismo año, Chyna y Eddie tuvieron un feudo en contra de Essa Rios y Lita, el cual finalizó con una lucha entre Essa Rios y Eddie Guerrero. Más tarde, ambos mantuvieron otro feudo; está vez contra Val Venis y la principiante en ese entonces, Trish Stratus. El feudo finalizó en una pelea especial: Val Venis & Trish Stratus VS Chyna & Eddie Guerrero por el Campeonato Intercontinental. Si el equipo de Chyna ganaba, ésta le arrebataría el título al entonces Campeón Val Venis. Chyna junto con Eddie se llevaron la victoria, ganando así por segunda vez el Campeonato Intercontinental. Chyna debió defender el título en una Triple amenaza, en contra de Kurt Angle y Eddie Guerrero. En todo el combate, Eddie hizo equipo con Chyna, para que así, Chyna retuviera el título, pero este, intencionalmente realizó el "Pinfall" en Chyna, arrebatándole el campeonato. Su relación terminó ya casi al finalizar el año, debido a que Chyna descubrió a Eddie siéndole infiel con dos mujeres en la bañera, provocando un pequeño feudo el cual terminó con un "Six Persons Tag Team Match" entre Chyna & Too Cool contra "The Radicalz", stable el cual estaba conformado por Perry Saturn, Dean Malenko y Eddie Guerrero. Chyna se llevó la victoria en dicha pelea luego de aplicar a Eddie una "Sleeper slam", seguido de un "Pinfall". A finales del año 2000, empezó un feudo con la luchadora Ivory, miembro de "Right to Censor", la cual las llevó a pactar una lucha por el título femenil (Women's Championship).

#### Campeona Femenil (2001)
El 21 de enero de 2001 en Royal Rumble salió derrotada, Ivory cubrió a Chyna, después de que Chyna se desplomara al aplicarle mal un "Handspring back elbow smash". Después de la lucha, Chyna fue llevada de inmediato a una ambulancia de guardia, pero finalmente el 1 de abril de 2001 en WrestleMania X-Seven en un combate breve, derrotó a Ivory ganando por primera vez el Campeonato Femenino de la WWF, Chyna cubrió a Ivory después de aplicarle un "Gorilla press slam". En ese mismo año Chyna se enfocó más en la división femenina luchando en RAW, como en Smackdown, obteniendo la victoria en todos los combates. Defendió su título femenil (Women's Championship), el cual logró retener ante divas como Ivory, Molly Holly, Trish Stratus y Lita. El 20 de mayo de 2001 en Judgment Day fue el combate final en la carrera de Chyna dentro de la WWF, en donde derrotó a Lita, después de aplicarle un "Powerbomb" retirándose como campeona y dejando el título vacante. Lita fue la primera Diva en durar más de cuatro minutos frente a Chyna en ese entonces. Y cabe señalar que Chyna salió derrotada una sola vez en la división femenina. En realidad Laurer abandonó la WWE al no llegar a un acuerdo con la renovación de su contrato por parte de la compañía, el contrato de esta vencía en noviembre del 2001, sin embargo su última aparición en la WWE fue en mayo. Varios meses después de que ella ya no saliera por televisión, Jim Ross más tarde confirmó que ella no fue despedida, que más bien se había ido por motivos personales. Stephanie McMahon es acusada de que Chyna abandonara la empresa. Laurer estuvo involucrada románticamente con Paul "Triple H" Levesque hace varios años, la razón por la que Chyna se fue no fue por cuestión de pagos, sino porque Stephanie McMahon la quería fuera de la empresa. Laurer afirmó que durante su relación con Triple H, McMahon tuvo un romance con él y lo alejaron de ella.

### Total Nonstop Action Wrestling (2011)
El 9 de mayo de 2011 (transmitido el 12 de mayo) en Impact!, Chyna hizo su primera aparición tras diez años de ausencia en la Total Nonstop Action Wrestling, revelándose como la amante de Kurt Angle (Kayfabe) en su feudo contra Jeff y Karen Jarrett. Tres días después, participó en Sacrifice junto a Angle contra los Jarrett, lucha que ganaron después de que forzara a rendirse a Karen con un "Ankle Lock".

## Carrera pornográfica
En 2004 Chyna protagonizó su primera película pornográfica 1 Night in China acompañada en ese entonces por su pareja el también luchador Sean Waltman (X-Pac). Ésta fue distribuida por Red Light District Video.
En 2006 realiza su segunda película, Another Night in China también con Waltman y también distribuida por Red Light District Video.
En 2011 Chyna protagonizó su tercera película pornográfica Backdoor to Chyna para Vivid Entertainment Group.
En 2012 Chyna protagonizó una parodia de WWE, en la película pornográfica Chyna is Queen of the Ring.
En 2012 Chyna interpretó a She-Hulk en la película Avengers Porn Parody XXX para Vivid Entertainment Group.
En 2013 Chyna realizó un spin-off centrado en She-Hulk, titulada She-Hulk XXX para Vivid Entertainment Group.

## Muerte

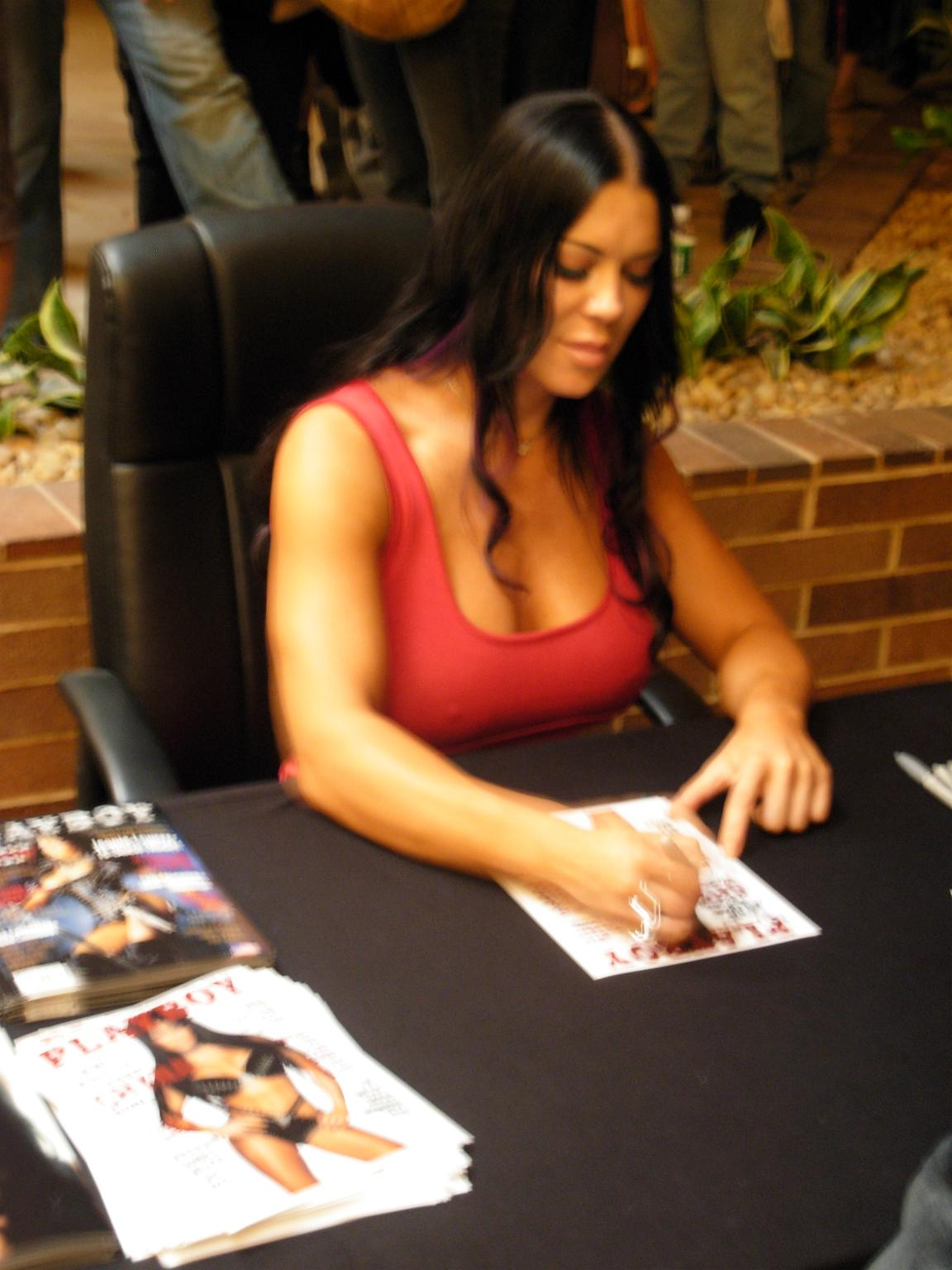
La luchadora profesional estadounidense, actriz y modelo de Playboy Joanie Laurer, también conocida como Chyna, firma una foto en la convención Chiller Theatre Expo de 2007 en Parsippany, Nueva Jersey.

El miércoles 20 de abril de 2016 fue encontrada sin vida en su hogar en Redondo Beach, California. Su mánager, Anthony Anzaldo, intentó contactar con ella debido a que durante varios días ella inexplicablemente dejó de poner actualizaciones y contenido en sus redes sociales. Preocupado, Anzaldo fue a su casa para ver su estado y allí encontró el cuerpo sin vida de Chyna. Tenía 46 años al fallecer. Anzaldo diría posteriormente a las autoridades que ella consumía medicamentos recetados de manera errónea, lo que pudo contribuir a su deceso. [cita requerida]Los motivos de su defunción fueron desconocidos hasta cierto punto, pero luego se revelaría que habría ingerido medicamentos para la ansiedad y el insomnio determinando que su muerte tuvo lugar el 17 de abril [cita requerida]. Cabe señalar que Laurer ya había sido hospitalizada por una sobredosis de medicamentos para dormir en septiembre del año 2010. Se publicó formalmente en su cuenta de Twitter por una persona cercana lo siguiente: "Con una profunda tristeza, informamos que hoy sufrimos la pérdida de un icono, una superheroína de la vida real ... Ella vivirá por siempre en las memorias de los millones de sus fanáticos y de todos los que la amaron". Su cerebro sería posteriormente donado para estudiarlo y determinar si tenía los síntomas de una Encefalopatía traumática crónica o CTE por sus siglas en inglés, sin embargo su cerebro se descompuso de forma natural a tal punto que era imposible determinar si falleció por estas causas. Siguiendo su última voluntad, sus restos fueron incinerados y sus cenizas fueron arrojadas en el océano Pacífico.
Durante la semana, muchas personas manifestaron su pesar con dedicatorias en redes sociales con el hashtag #RIPChyna, entre ellos luchadores y antiguos empleados de WWE, algunos de ellos fueron Triple H, Shawn Michaels, Mick Foley, The Rock, Shane McMahon, Stephanie McMahon, Trish Stratus, Steve Austin, Charlotte, Natalya, Bayley, Victoria, Sasha Banks, Melina y Lita. El 25 de abril en Raw, se realizó un vídeo tributo en su memoria.
En junio de 2016 se realizó un acto ceremonial como tributo a la luchadora, al cual asistieron luchadores como Melina Pérez y Sean Waltman.
En diciembre de 2016 se reveló, mediante una autopsia, que Laurer había fallecido producto de una sobredosis de alcohol mezclado con fármacos, concretamente diazepam y nordazepam.

## Otros medios
Después de su fallecimiento, la exestrella de la WWE y la ECW Nicole Bass decidió revelar que odiaba a Chyna y así mismo Laurer a ella, Nicole también dijo que ella le dio sus consejos a Chyna para ser más llamativa en televisión y tener más relevancia usando ropa escotada o maquillaje ya que lucía muy masculina, sin embargo Laurer hizo caso omiso a Bass y utilizó ropa de "abuela", además Nicole recalcó que Chyna la copió poco tiempo después, ya que ella describe que de repente empezó a utilizar ropa muy reveladora y cosas ceñidas así como unos implantes mamarios más grandes como Nicole en ECW. El papel que tuvo Chyna originalmente era para Nicole en la WWF, pero Triple H y Shawn Michaels estaban de su lado, Bass dijo que todos querían ver una lucha entre las dos sin embargo ninguna quería ya que terminaría siendo real, el ángulo más cercano que tuvieron fue una lucha de Chyna contra Val Venis donde Nicole acompañaba a Venis, donde Chyna la terminó abofeteando.

### Videojuegos
Chyna ha hecho apariciones como personaje jugable en estos videojuegos de WWF/WWE:
- WWF Attitude
- WWF WrestleMania 2000
- WWF SmackDown!
- WWF No Mercy
- WWF SmackDown! 2: Know Your Role
- WWE Champions
- WWE SuperCard
- WWE 2K20
- WWE Mayhem
- WWE 2K22
- WWE 2K Battlegrounds
- WWE 2K23
- WWE 2K24

## Campeonatos y logros
- World Wrestling Federation
  - WWF Intercontinental Championship (2 veces). Primera y única mujer en conseguirlo.[a]
  - WWF Women's Championship (1 vez). Nunca lo perdió en una lucha.
  - WWE Hall of Fame (2019) como miembro de D-Generation X.
  - Primera mujer en ganar un título masculino.
  - Primera mujer en participar en el Royal Rumble, además de ser la única en participar de la contienda masculina más de una vez (2).
  - Primera y única mujer en participar en el King of the Ring (1999).
  - Única mujer en ser contendiente #1 por el WWE Championship (1999).
  - Única mujer en competir por el WWF Light Heavyweight Championship contra Dean Malenko (2000).
  - Primera mujer en competir por el WWF Tag Team Championship junto a Eddie Guerrero contra Edge & Christian (2000).
  - Única mujer en ganar un Battle Royal masculino (Corporate Rumble 1999).
  - Ser la mujer que más veces se enfrentó a hombres, y ser la mujer que más veces derrotó a hombres.
  - Ser la mujer que más títulos masculinos ganó.